# Toubib or not Toubib (film)
Pour les articles homonymes, voir Toubib or not toubib.
Série
Rendez-vous à Rio
(1955)
Pour plus de détails, voir Fiche technique et Distribution.
Toubib or not Toubib (Doctor in the House) est un film britannique réalisé par Ralph Thomas, sorti en 1954. Le scénario de Nicholas Phipps,  Richard Gordon et Ronald Wilkinson, est tiré du roman de Gordon, et suit un groupe d'étudiants à l'école médicale.
Le film a été le plus populaire en 1954 au box-office en Grande-Bretagne. Son succès a généré six suites cinématographiques, et aussi une série télévisée et radio intitulé  Docteurs en folie .
Grâce au film, Dirk Bogarde est devenu l'une des plus grandes stars britanniques des années 1950. Les autres acteurs britanniques bien connus dans le film étaient Kenneth More, Donald Sinden et Donald Houston. James Robertson Justice est apparu sous es traits du chirurgien en chef irascible Sir Lancelot Spratt, un rôle qu'il a repris dans plusieurs des suites cinématographiques.

## Synopsis
Simon Sparrow est un étudiant en médecine fraîchement débarqué à l'hôpital St Swithin de Londres. Placé dans le même rang que trois ambitieux plus expérimentés que lui, il se trouve bientôt plongé dans l'entraînement médical tel qu'il se concevait dans les années 1950, un entraînement constitué par la drague, la consommation d’alcool et la conduite rapide de voitures de sport ! Mais Sir Lancelot Spratt, le médecin chef, veille, et est toujours là pour les rappeler à l’ordre.

## Analyse
Un film qui connut un grand succès populaire au Royaume-Uni, le premier d'une longue série.

## Fiche technique
- Titre : Toubib or not Toubib
- Titre original : Doctor in the House
- Réalisation : Ralph Thomas
- Scénario : Nicholas Phipps et Richard Gordon
- Images : Ernest Steward
- Musique : Bruce Montgomery
- Décors : Carmen Dillon
- Costumes : Yvonne Caffin (non créditée)
- Montage : Gerald Thomas
- Production : Betty E. Box et Earl St. John, pour Group Films
- Pays d'origine : Royaume-Uni
- Format : Couleur (Technicolor) - 1,37:1
- Genre cinématographique : Comédie
- Durée : 92 minutes
- Date de sortie : 23 mars 1954

## Distribution
- Dirk Bogarde : Simon Sparrow
- Muriel Pavlow : Joy Gibson
- Kenneth More : Richard Grimsdyke
- Donald Sinden : Benskin
- Kay Kendall : Isobel
- James Robertson Justice : Lancelot Spratt
- Donald Houston : Taffy
- Suzanne Cloutier : Stella
- George Coulouris : Briggs
- Jean Taylor Smith : sœur Vertu

Et, parmi les acteurs non crédités :
- Noel Purcell : le padre
- Amy Veness : Grandma Cooper

## La saga du docteur
- 1954 : Toubib or not toubib (Doctor in the House)
- 1955 : Rendez-vous à Rio (Doctor at Sea) de Ralph Thomas, avec Dirk Bogarde, James Robertson Justice, Brigitte Bardot
- 1957 : Toubib en liberté (Doctor at Large) de Ralph Thomas, avec Dirk Bogarde, James Robertson Justice, Muriel Pavlow
- 1960 : Doctor in Love de Ralph Thomas, avec Michael Craig, James Robertson Justice, Leslie Phillips
- 1962 : We Joined the Navy de Wendy Toye, avec Kenneth More, Laurence Naismith, Dirk Bogarde (simple apparition-gag en docteur Simon Sparrow)
- 1963 : Docteur en détresse (Doctor in Distress) de Ralph Thomas, avec Dirk Bogarde, James Robertson Justice, Mylène Demongeot, Samantha Eggar
- 1966 : Doctor in Clover de Ralph Thomas, avec Leslie Phillips, James Robertson Justice, Shirley Anne Field
- 1969–1970 : Docteurs en folie, série TV diffusée en épisodes de 30 minutes (Saisons 1 et 2, 13 épisodes chacune), une production ITV
- 1970 : Doctor in Trouble de Ralph Thomas, avec Leslie Phillips, James Robertson Justice, Robert Morley
- 1971 : Doctor at Large, série TV diffusée en épisodes de 30 minutes (Saison 1, 29 épisodes), une production ITV